# بخش جفرسون (شهرستان توسکاراواس، اوهایو)
بخش جفرسون (به انگلیسی: Jefferson Township) یک منطقهٔ مسکونی در ایالات متحده آمریکا است که در شهرستان توسکاراوس، اوهایو واقع شده‌است.
 بخش جفرسون ۵۷٫۹ کیلومتر مربع مساحت و ۹۷۶ نفر جمعیت دارد و ۳۰۵ متر بالاتر از سطح دریا واقع شده‌است.